# Enric Margall
Enric Margall i Tauler (Malgrat de Mar, 28 agosto 1944 – Ciutadella de Menorca, 24 ottobre 1986) è stato un cestista spagnolo.
Era il fratello di Narcís e Josep María Margall.

## Carriera
Con la Spagna disputò due edizioni dei Giochi olimpici (Città del Messico 1968, Monaco 1972) e cinque dei Campionati europei (1965, 1967, 1969, 1971, 1973).

## Palmarès
- Campionato spagnolo: 1

Joventut de Badalona: 1966-67
- Copa del Rey: 1

Joventut de Badalona: 1969